# Giganta
Giganta är en fiktiv superskurk som förekommer i DC Comics. Hon skapades av William Moulton Marston och hade sitt första framträdande i Wonder Woman #9, volym 1 (1944). Hon är i huvudsak en av Wonder Womans fiender.

## Fiktiv biografi
Giganta är egentligen Dr Doris Zeul, som led av en dödlig blodsjukdom. Hon fångade Wonder Woman och planerade att försätta sitt medvetande i hennes kropp med hjälp av en experimentell maskin. Då hon avbröts av Wonder Girl halvvägs genom experimentet hamnade hennes medvetande istället i en försöksgorilla med namnet Giganta. I sin desperation att återvända till mänsklig form kidnappade hon en kroppsbyggande kvinna med namnet Olga från en cirkus, som hade storlekförändrande förmågor genom okända skäl. Experimentet fungerade som planerat, och hon behöll namnet "Giganta" som en skurkidentitet.

## Krafter och förmågor
Giganta har förmågan att öka sin fysiska storlek, från sin naturliga, till cirka hundra meter. Dessa krafter tyckts hon ha fått på ett magiskt sätt, eftersom den magiabsorberande superhjälten Black Alice har förmågan att kopiera hennes krafter. Även om hennes otroliga kraft inte framkommer förrän hon använder den och växer är hon fortfarande ganska formidabel inom stridsskickligheter och träning. I full storlek är hon nästan lika stark och osårbar som Wonder Woman. Giganta är också lysande inom vetenskap och behåller sin fulla intelligens i vilken storlek som helst. Det framkommer att hon tränar och håller sig atletiskt kapabel, fysiskt fager och muskulös. Gigantas dräkt är specialiserad att växa tillsammans med henne och ökar hennes osårbarhet. Även vid normal storlek är den skottsäker och beständig mot extrem värme och kyla.

## I andra medier
- Giganta medverkar i serien Super Friends. I denna serie fick hon gåvan att växa själv. I Challenge of the Super Friends uppges det att hon fick denna gåva tack vare ett magiskt pulver som hon hade stulit från Apache Chief, en superhjälte med samma gåva. Hennes röst gjordes av Ruth Forman.

- Giganta spelades av Aleshia Brevard i TV-pjäsen Legends of the Superheroes. I denna serie har hon inte förmågan att växa, men har övermänsklig styrka.

- Giganta är en figur i TV-serierna Justice League och Justice League Unlimited. I denna serie var hon till en början en liten kvinnlig apa, som Gorilla Grodd förändrade till en människa med förmågan att bli större. Hennes röst gjordes av Jennifer Hale.